# Catelo

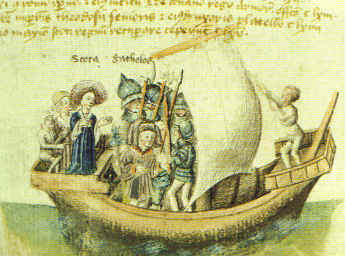
Scota (à esquerda) com Catelo (à direita) viajando do Egito, como descrito em um manuscrito do Século XV Scotichronicon de Walter Bower

Catelo (Gaythelos, Gathelo ou Goídel Glas) era o filho do Rei de Atenas Cécrope I Versão de John de Fordun  ou neto do príncipe cita Fénius Farsaid segundo o Lebor Gabála Érenn. Em ambos os casos e tido como ancestral do povo gaélico 

## Versão de John de Fordun
A versão escocesa do conto de Catelo e Scota foi redigida por John de Fordun . Este, aparentemente, não se baseou no principal conto irlandês o Lebor Gabála. Fordun refere-se a várias fontes, e sua versão é uma tentativa de sintetizar esses vários contos em uma única história. Na versão de Fordun, Gaythelos era rei de Atenas, viajou para o Egito, onde casou com Scota, a filha do faraó Cingri, e depois radicou-se na Hispânia 
Ele foi considerado o fundador do Porto ou de Betanzos por autores antigos. Dizem que Catelo quando chegou aportou num local que chamou de Porto Catelo (posteriormente chamada de Portus Cale pelos romanos) e que mais tarde deu o nome a Portugal. Ao chegar começou a fundar povoações e cidades que estendeu até à Galiza. Mais tarde, Catelo escolheu uma pedra, que seria conhecida como a pedra fadada onde se sentava e fazia de tribunal, atendia em audiência os seus vassalos e julgava as causa do seu reino, que numa versão da lenda se chamou de Escocia, em homenagem a sua esposa Scota, noutros Galiza.
Deste reino partiram muitos anos depois várias das invasões da Irlanda relatadas no Lebor Gabála Érenn.
Na mitologia irlandesa e escocesa Catelo é o criador das línguas gaélicas, e antepassado dos gaélicos.

## Versão do Lebor Gabála Érenn
Já a narrativa Lebor Gabála Érenn que foi um relato fictício da origem dos Gaélicos como os descendentes do príncipe cita Fénius Farsaid escritos por monges cristãos do Século XI, conta que Fénius seria um dos setenta e dois líderes tribais que construíram a Torre de Babel , e que Catelo (Goídel Glas) seria o filho de Nel (que seria filho de Fénius) com Scota (filha de um faraó do Egito).
Credita a  com Catelo a criação do gaélico (proto-língua irlandesa), a partir do momento que surgiram  os setenta e dois idiomas durante a confusão de línguas. Seus descendentes, os gaélicos, passam por uma série de provações e tribulações que são claramente inspiradas naquelas dos israelitas no Antigo Testamento. Eles florescem no Egito na época de Moisés e a deixaram durante o Êxodo; vagueiam o mundo por 440 anos antes de se estabelecerem na Península Ibérica . Lá um descendente de Goídel,  Breogán funda uma cidade chamada Brigantia, e constrói uma torre da qual de seu topo seu filho Ith vislumbra a Irlanda. Brigantia refere-se a Corunha na Galécia (que era chamada pelos romanos de Brigantium)  a lenda da torre de Breogán é provavelmente baseada na Torre de Hércules (que foi construído na Corunha pelos romanos).

## Árvore Genealógica segundo John de Fordun
|  |  |  |  | Cécrope I | Cécrope I | Cécrope I | Cécrope I | Cécrope I | Cécrope I |  |  |  |  |  |  |  |  | Faraó Cingri | Faraó Cingri | Faraó Cingri | Faraó Cingri | Faraó Cingri | Faraó Cingri |  |  |  |  |  |  |  |  |  |  |
|  |  |  |  | Cécrope I | Cécrope I | Cécrope I | Cécrope I | Cécrope I | Cécrope I |  |  |  |  |  |  |  |  | Faraó Cingri | Faraó Cingri | Faraó Cingri | Faraó Cingri | Faraó Cingri | Faraó Cingri |  |  |  |  |  |  |  |  |  |  |
|  |  |  |  | Catelo    | Catelo    | Catelo    | Catelo    | Catelo    | Catelo    |  |  |  |  |  |  |  |  | Scota        | Scota        | Scota        | Scota        | Scota        | Scota        |  |  |  |  |  |  |  |  |  |  |
|  |  |  |  | Catelo    | Catelo    | Catelo    | Catelo    | Catelo    | Catelo    |  |  |  |  |  |  |  |  | Scota        | Scota        | Scota        | Scota        | Scota        | Scota        |  |  |  |  |  |  |  |  |  |  |
|  |  |  |  |           |           |           |           |           |           |  |  |  |  |  |  |  |  |              |              |              |              |              |              |  |  |  |  |  |  |  |  |  |  |
|  |  |  |  |           |           |           |           |           |           |  |  |  |  |  |  |  |  |              |              |              |              |              |              |  |  |  |  |  |  |  |  |  |  |
|  |  |  |  |           |           |           |           |           |           |  |  |  |  |  |  |  |  |              |              |              |              |              |              |  |  |  |  |  |  |  |  |  |  |
|  |  |  |  |           |           |           |           |           |           |  |  |  |  |  |  |  |  |              |              |              |              |              |              |  |  |  |  |  |  |  |  |  |  |
|  |  |  |  |           |           |           |           |           |           |  |  |  |  |  |  |  |  |              |              |              |              |              |              |  |  |  |  |  |  |  |  |  |  |
|  |  |  |  | Emeco     | Emeco     | Emeco     | Emeco     | Emeco     | Emeco     |  |  |  |  |  |  |  |  | Ibero        | Ibero        | Ibero        | Ibero        | Ibero        | Ibero        |  |  |  |  |  |  |  |  |  |  |
|  |  |  |  | Emeco     | Emeco     | Emeco     | Emeco     | Emeco     | Emeco     |  |  |  |  |  |  |  |  | Ibero        | Ibero        | Ibero        | Ibero        | Ibero        | Ibero        |  |  |  |  |  |  |  |  |  |  |
|  |  |  |  |           |           |           |           |           |           |  |  |  |  |  |  |  |  | Metelo       |              |              |              |              |              |  |  |  |  |  |  |  |  |  |  |

- Árvore genealógica baseada nos Proceedings of the Royal Irish Academy[1]